# دافيد واين
دافيد واين (بالإنجليزية: David Wayne)‏ هو ممثل أمريكي، ولد في 30 يناير 1914 بترافيرس سيتي في الولايات المتحدة، وتوفي في 9 فبراير 1995 بسانتا مونيكا في الولايات المتحدة بسبب سرطان الرئة. من الجوائز التي نالها جائزة غرامي لممر المشاهير سنة 1997 وجائزة المسرح العالمي سنة 1947 وجائزة توني لأفضل ممثل في مسرحية ‏ سنة 1954 وجائزة توني لأفضل ممثل في مسرحية موسيقية ‏ سنة 1947.

## أعمال

### أفلام
- (1948) لوحة جيني
- (1952) بأغنية في قلبي
- (1957) وجوه حواء الثلاثة

## جوائز وترشيحات
جوائز
- جائزة غرامي لممر المشاهير (1997)
- جائزة المسرح العالمي (1947)
- جائزة توني لأفضل ممثل في مسرحية [الإنجليزية]‏ (1954)
- جائزة توني لأفضل ممثل في مسرحية موسيقية [الإنجليزية]‏ (1947)

ترشيحات
- جائزة توني عن فئة أفضل ممثل في مسرحية موسيقية [الإنجليزية]‏ (1968)

## وصلات خارجية
- دافيد واين على موقع IMDb (الإنجليزية)
- دافيد واين على موقع ميوزك برينز (الإنجليزية)
- دافيد واين على موقع تيرنر كلاسيك موفيز (الإنجليزية)
- دافيد واين على موقع أول موفي (الإنجليزية)
- دافيد واين على موقع قاعدة بيانات برودواي على الإنترنت (الإنجليزية)
- دافيد واين على موقع قاعدة بيانات برودواي على الإنترنت (الإنجليزية)
- دافيد واين على موقع قاعدة بيانات الأفلام السويدية (السويدية)
- دافيد واين على موقع إن إن دي بي (الإنجليزية)
- دافيد واين على موقع ديسكوغز (الإنجليزية)
- دافيد واين على موقع قاعدة بيانات الفيلم (الإنجليزية)